# استهداف سفينة مادو
استهداف مادو هي عملية عسكرية نفذتها القوات البحرية في القوات المسلحة اليمنية التابعة للمجلس السياسي الأعلى في 19 مارس 2024، خلال أزمة البحر الأحمر، المرتبطة بحرب إسرائيل على قطاع غزة، استهدفت العملية السفينة الأمريكية «مادو» في البحر الأحمر بصواريخ بحرية خلال إبحارها باتجاه موانئ فلسطين المحتلة، مما أدى إلى تعرُّضها لإصابة مباشرة. وأكدت القوات المسلحة اليمنية أنّ عملية الاستهداف جاءت بعد رفض طاقم السفينة الاستجابة لنداءات القوات البحرية اليمنية وكذلك الرسائل التحذيرية النارية.

## اسباب الهجوم
عقب عملية طوفان الأقصى أعلنت حركة أنصار الله الحوثيين وحكومتها في صنعاء دعمهم الكامل للفلسطينيين وللفصائل الفلسطينية في قطاع غزة. تلتها هجمات شنتها القوات المسلحة اليمنية التابعة للمجلس السياسي الأعلى على إسرائيل خلال الحرب الفلسطينية الإسرائيلية بهدف الضغط على إسرائيل لوقف عدوانها على قطاع غزة الذي قُتِل فيه أكثر من 30 ألف فلسطيني معظمهم من النساء والأطفال، واشتملت الهجمات على عمليات قصف لجنوب إسرائيل باستخدام الصواريخ الباليستية والجوالة والطائرات المسيرة، وأعلنت منع مرور السفن الإسرائيلية والتابعة لاسرائيلين من العبور من مضيق باب المندب والبحر الأحمر والبحر العربي وشنَّت هجمات على السفن الإسرائيلية باستخدام المسيرات البحرية والصواريخ البحرية واحتجزت سفينة واحدة على الأقل، وفي التاسع من ديسمبر/كانون الأول أعلنت منع مرور جميع السفن من جميع الجنسيات المتوجهة من وإلى الموانئ الإسرائيلية في حتى إيقاف العدوان الإسرائيلي والسماح بدخول احتياجات قطاع غزة من الدواء والغذاء،